# Distrito electoral de Elk Creek
Elk Creek (en inglés: Elk Creek Precinct) es un distrito electoral ubicado en el condado de Gosper en el estado estadounidense de Nebraska. En el Censo de 2010 tenía una población de 54 habitantes y una densidad poblacional de 0,58 personas por km².

## Geografía
Elk Creek se encuentra ubicado en las coordenadas 40°23′41″N 99°55′28″O / 40.39472, -99.92444. Según la Oficina del Censo de los Estados Unidos, Elk Creek tiene una superficie total de 92.67 km², que corresponden a tierra firme.

## Demografía
Según el censo de 2010, había 54 personas residiendo en Elk Creek. La densidad de población era de 0,58 hab./km². De los 54 habitantes, Elk Creek estaba compuesto por el 98.15% blancos y el 1.85% pertenecían a dos o más razas.